# Reprise en main
Reprise en main és una pel·lícula de comèdia social francesa dirigida per Gilles Perret i estrenada el 2022.

## Argument
A l'Alta Savoia, un fons de pensions anglosaxó està a punt de comprar una antiga fàbrica de degollatge. Per evitar aquesta presa de possessió, Cédric, un empleat de la fàbrica, proposa a dos dels seus amics que creïn el seu propi fons d'inversió i comprin la fàbrica, d'incògnit.

## Repartiment
- Pierre Deladonchamps : Cédric
- Grégory Montel : Alain
- Vincent Deniard : Denis
- Lætitia Dosch : Julie
- Samuel Churin : Chantrel
- Finnegan Oldfield : Frédéric
- Marie Denarnaud : Nathalie
- Sophie Cattani : Joséphine
- Yannick Choirat : Guillaume
- Jacques Bonnaffé : Bernard
- Rufus : Michel
- Léo Grêlé : Simon

## Producció
Aquesta és la primera pel·lícula de ficció del documentalista Gilles Perret. El cineasta de l'Alta Savoia s'inspira en les empreses de degollatge de la vall de l'Arve que, víctimes del seu èxit, van ser comprades per fons de pensions anglosaxons.
El rodatge té lloc d'agost a setembre de 2021 a l'Alta Savoia, a la vall de l'Arve, sobretot a Scionzier, Marnaz i Cluses.

## Crítiques
A França, el lloc d'Allociné dóna una valoració de 3,0/5, després d'haver enumerat 21 títols de premsa.

### Taquilla
Durant el seu primer dia de funcionament a França, Reprise en main va vendre 12.148 entrades, incloses 9.279 en vista prèvia per a 134 còpies. La pel·lícula ocupa el cinquè lloc a la taquilla de noves estrenes, darrere de Belle et Sébastien : Nouvelle Génération (28.753 d'entrades) i per davant de IO (7.742 entrades). Després d'una primera setmana de funcionament, el llargmetratge va vendre 39.242 entrades, insuficient per classificar-se entre els 10 primers llocs de la taquilla de la setmana.

## Premis
- Festival de Montreuil 2022: Premi del públic.[7]